# Harrison Barnes
Harrison Bryce Jordan Barnes (Ames, Iowa, 30 de mayo de 1992) es un jugador de baloncesto estadounidense que pertenece a la plantilla de los San Antonio Spurs de la NBA. Con 2,03 metros de estatura, juega en la posición de alero.

## Trayectoria deportiva

### High School
Barnes fue colocado en el número uno en 2010 de la lista de los mejores jugadores de instituto del país por ESPNU 100, y Scout.com y como número dos por Rivals.com.
Ese mismo año fue elegido para disputar el McDonald's All-American Game que se celebró en Columbus (Ohio), siendo elegido co-MVP del partido junto con Jared Sullinger.

### Universidad
Jugó durante dos temporadas con los Tar Heels de la Universidad de Carolina del Norte en Chapel Hill, en la que promedió 16,4 puntos, 5,5 rebotes y 1,2 asistencias por partido. En su primera temporada fue elegido rookie del año de la Atlantic Coast Conference, tras promediar 15,7 puntos y 5,8 rebotes por partido.
Al año siguiente fue incluido en el mejor quinteto de la conferencia, junto con sus compañeros Tyler Zeller y John Henson.

#### Estadísticas
| Año     | Equipo         | PJ | PT | MPP  | %TC  | %3P  | %TL  | RPP | APP | ROB | TPP | PPP  |
| ------- | -------------- | -- | -- | ---- | ---- | ---- | ---- | --- | --- | --- | --- | ---- |
| 2010–11 | North Carolina | 37 | 36 | 29.4 | .423 | .344 | .750 | 5.8 | 1.4 | 0.7 | 0.4 | 15.7 |
| 2011–12 | North Carolina | 33 | 33 | 28.8 | .450 | .382 | .728 | 5.2 | 1.0 | 1.1 | 0.4 | 17.3 |
| Total   | Total          | 70 | 69 | 29.1 | .437 | .363 | .739 | 5.5 | 1.2 | 0.9 | 0.4 | 16.5 |

### Profesional
Fue elegido en la séptima posición del Draft de la NBA de 2012 por Golden State Warriors, con los que debutó el 31 de octubre ante los Phoenix Suns saliendo en el cinco inicial, consiguiendo 6 puntos y 3 rebotes.
Después de cuatro años con los Warriors, el 9 de julio de 2016 firmó un contrato por cuatro temporadas y 94 millones de dólares con los Dallas Mavericks.
Durante su tercera temporada en Dallas, el 6 de febrero de 2019, es traspasado a Sacramento Kings a cambio de Justin Jackson y Zach Randolph.
En junio de 2023 acuerda una extensión de contrato con los Kings por 3 años y $54 millones. Durante su sexto año en Sacramento, el 25 de enero de 2024 ante Golden State, consigue la máxima anotación de su carrera con 39 puntos.
El 6 de julio de 2024 es traspasado a San Antonio Spurs, en un intercambio entre tres equipos. Al término de su primrea temporada en San Antonio, el 9 de abril de 2025, anota la canasta ganadora sobre la bocina ante Golden State Warriors.

## Estadísticas de su carrera en la NBA
|  | Denota temporada en la que ganó el Campeonato de la NBA |

### Temporada regular
| Año     | Equipo       | PJ  | PT  | MPP  | %TC  | %3P  | %TL  | RPP | APP | ROB | TPP | PPP  |
| ------- | ------------ | --- | --- | ---- | ---- | ---- | ---- | --- | --- | --- | --- | ---- |
| 2012-13 | Golden State | 81  | 81  | 25.4 | .439 | .359 | .758 | 4.1 | 1.2 | .6  | .2  | 9.2  |
| 2013-14 | Golden State | 78  | 24  | 28.3 | .399 | .347 | .718 | 4.0 | 1.5 | .8  | .3  | 9.5  |
| 2014-15 | Golden State | 82  | 82  | 28.3 | .482 | .408 | .720 | 5.5 | 1.4 | .7  | .2  | 10.1 |
| 2015-16 | Golden State | 66  | 59  | 30.9 | .466 | .383 | .761 | 4.9 | 1.8 | .6  | .2  | 11.7 |
| 2016-17 | Dallas       | 79  | 79  | 35.5 | .468 | .351 | .861 | 5.0 | 1.5 | .8  | .2  | 19.2 |
| 2017-18 | Dallas       | 77  | 77  | 34.2 | .445 | .357 | .827 | 6.1 | 2.0 | .6  | .2  | 18.9 |
| 2018-19 | Dallas       | 49  | 49  | 32.3 | .404 | .389 | .833 | 4.2 | 1.3 | .7  | .2  | 17.7 |
| 2018-19 | Sacramento   | 28  | 28  | 33.9 | .455 | .408 | .800 | 5.5 | 1.9 | .6  | .1  | 14.3 |
| 2019-20 | Sacramento   | 72  | 72  | 34.5 | .460 | .381 | .801 | 4.9 | 2.2 | .6  | .2  | 14.5 |
| 2020-21 | Sacramento   | 58  | 58  | 36.2 | .497 | .391 | .830 | 6.6 | 3.5 | .7  | .2  | 16.1 |
| 2021-22 | Sacramento   | 77  | 77  | 33.6 | .469 | .394 | .826 | 5.6 | 2.4 | .7  | .2  | 16.4 |
| 2022-23 | Sacramento   | 82  | 82  | 32.5 | .473 | .374 | .847 | 4.5 | 1.6 | .7  | .1  | 15.0 |
| 2023-24 | Sacramento   | 82  | 82  | 29.0 | .474 | .387 | .801 | 3.0 | 1.2 | .7  | .1  | 12.2 |
| 2024-25 | San Antonio  | 82  | 82  | 27.2 | .508 | .433 | .809 | 3.8 | 1.7 | .5  | .2  | 12.3 |
| Total   | Total        | 993 | 932 | 31.3 | .460 | .385 | .810 | 4.8 | 1.8 | .7  | .2  | 13.9 |

### Playoffs
| Año   | Equipo       | PJ | PT | MPP  | %TC  | %3P  | %TL  | RPP | APP | ROB | TPP | PPP  |
| ----- | ------------ | -- | -- | ---- | ---- | ---- | ---- | --- | --- | --- | --- | ---- |
| 2013  | Golden State | 12 | 12 | 38.4 | .444 | .365 | .857 | 6.4 | 1.3 | .6  | .4  | 16.1 |
| 2014  | Golden State | 7  | 0  | 22.3 | .396 | .381 | .563 | 4.0 | 1.1 | .1  | .4  | 7.9  |
| 2015  | Golden State | 21 | 21 | 32.4 | .440 | .355 | .735 | 5.2 | 1.5 | .8  | .5  | 10.6 |
| 2016  | Golden State | 24 | 23 | 31.0 | .385 | .342 | .765 | 4.7 | 1.3 | .7  | .2  | 9.0  |
| 2023  | Sacramento   | 7  | 7  | 28.1 | .417 | .240 | .731 | 3.4 | .7  | 1.1 | .3  | 10.7 |
| Total | Total        | 71 | 63 | 31.5 | .419 | .343 | .752 | 4.9 | 1.3 | .7  | .4  | 10.7 |

## Logros y reconocimientos
Instituto
- Mr. Basketball USA (2010)
- McDonald's All-American Game Co-MVP (2010)
- Primer equipo Parade All-American (2010)
- Segundo equipo Parade All-American (2009)
- Iowa Mr. Basketball (2010)

Universidad
- Novato del Año de la ACC (2011)
- 2.º Mejor quinteto de la ACC (2011)
- Mejor quinteto de la ACC All-Freshman team (2011)
- Mejor quinteto de la ACC (2012)
- 2.º Mejor quinteto All-American – NABC (2012)
- Dorsal #40 honrado por los North Carolina Tar Heels

NBA
- Mejor quinteto de rookies de la NBA (2013)
- Campeón de la NBA (2015)

### Partidos ganados sobre la bocina
|      | con Dallas Mavericks         |
|      | con Sacramento Kings         |
|      | con San Antonio Spurs        |
| (PO) | Denota un partido de PlayOff |

| Número | Tiro         | Margen | Resultado | Oponente              | Fecha                   |
| ------ | ------------ | ------ | --------- | --------------------- | ----------------------- |
| 1      | Tiro de tres | -2     | 95-94     | Memphis Grizzlies     | 22 de noviembre de 2017 |
| 2      | Tiro de tres | -1     | 98-100    | Cleveland Cavaliers   | 27 de marzo de 2021     |
| 3      | Tiro de tres | Empate | 110-107   | Phoenix Suns          | 27 de octubre de 2021   |
| 4      | Tiro de tres | Empate | 114-111   | Golden State Warriors | 9 de abril de 2025      |